# Brave Exkaiser
Brave Exkaiser (яп. 勇者エクスカイザー Ю:ся Экусукайдза:, Храбрый Экскайзер) — аниме-сериал, выпущенный студией Sunrise. Транслировался по телеканалу Nagoya TV с 3 февраля 1990 года по 26 января 1991 года. Всего было выпущено 48 серий. Brave Exkaiser был создан на фоне огромной популярности Трансформеров с целью заменить их. 

## Сюжет
Действие происходит в наши дни. На землю прибывает так называемая космическая робо-полиция, известная, как Экскайзеры, они являются уникальными существами органическими, или «живыми» роботами и ищут злую банду — охотников на сокровища, известных, как Гайстеры во главе с Диногеистом. 300 лет назад они уничтожили родную планету и с тех пор путешествуют по другим планетам, разоряя их. По прибытии на землю, Экскайзеры, чтобы не привлекать к себе лишнего внимания стали принимать форму человеческого транспортного средства, таким образом оставаясь незамеченными. Однажды обыкновенный японский подросток по имени Кота Хосикава обнаруживает у себя в гараже новую легковую машину…

## Список персонажей
- Кота Хосикава (яп. 星川 コウタ Хосикава Ко:та) — главный герой истории, ученик третьего класса средней школы. В гараже дома находит таинственный автомобиль, который оказывается Экскайзером. Впоследствии начинает оказывать им активную поддержку.

Сэйю: Кумико Ватанабэ
- Фуко Хосикава (яп. 星川 フーコ Хосикава Фу:ко) — старшая сестра Коты. Очень энергичная и спортивная.

Сэйю: Тиэ Кодзиро
- Дзинъити Хосикава (яп. 星川 ジンイチ Хосикава Дзинъити) — отец Коты и Фуко. Является руководителем новостного издательства «Тото».

Сэйю: Томомити Нисимура
- Ёко Хосикава (яп. 星川 ヨーコ Хосикава Ё:ко) — мать Коты и Фуко. Её очень сложно чем-либо напугать или удивить.

Сэйю: Ай Сато
- Марё (яп. マリオ Марио) — питомец семьи Хосикава, Чау-Чау. Единственный знает о тайне Кото.

Сэйю: Масахиро Андзай
- Котоми Цукияма (яп. 月山 コトミ Цукияма Котоми) — подружка Коты. Добрая и спокойная девушка, живёт вместе со своим старшим братом по имени Сё.

Сэйю: Тиса Ёкояма
- Такуми Канэари (яп. 金有 タクミ Канэари Такуми) — одноклассник Коты. Его родители очень богаты и мальчик любит часто хвастаться своим достоянием.

Сэйю: Тиаки Морита
- Осаму Токуда (яп. 徳田 オサム Токуда Осаму) — журналист новостного издательства Тото. Крепко дружит с Дзинъити. Очень решителен, но в то же время и не дальновиден. Из-за чего часто попадает в неприятности.

Сэйю: Коити Ямадэра
- Репортёр — безымянная женщина-репортёр новостей, появляется в течение всего сериала, часто вовлекает Осаму в большие истории.
- Большой Экскайзер (яп. グレートエクスカイザー Гурэ:то Экусукайдза:) — лидер полицейского отряда Экскайзеров. На Земле начинает маскироваться спортивной машиной, принадлежащей японской семье Хосикава. Среди землян только Кота и Марё знают о нём.

Сэйю: Сё Хаями
- Король Экскайзер (яп. キングエクスカイザー Кингу Экусукайдза:) — является частью комбинации Экскайзера. Использует меч при финальной атаке.

Сэйю: Сё Хаями
- Экскайзер (яп. エクスカイザー Экусукайдза:) — трансформируется в легковую машину. При комбинации становится грудью с головой льва.

Сэйю: Сё Хаями
- Король Грузчик (яп. キングローダー Кингу Ро:да:) — выступает в роли передвижного средства. Может трансформироваться в самолёт или трейлер.

Сэйю: Сё Хаями
- Дракон Кайзер (яп. ドラゴンカイザー Дорагон Кайдза:) — супер-комбинация Кайзеров при участии Дракон Джета.

Сэйю: Сё Хаями
- Дракон Джет/Дракон (яп. ドラゴンジェット / ドラゴン Дорагон Дзэтто / Дорагон) — огромный самолёт, который может трансформироваться в трейлер. При комбинации с Кайзерами превращается в массивного робота без лица.

Сэйю: Сё Хаями
- Бог Мах (яп. ゴッドマックス Годдо Маккусу) — супер-комбинация трёх Максов.

Сэйю: Дайки Накамура
- Небесный Макс (яп. スカイマックス Сукай Маккусу) — лидер команды Максов, при комбинации становится головой. Может трансформироваться в самолёт.

Сэйю: Дайки Накамура
- Быстрый Мах (яп. ダッシュマックス Дассю Маккусу) — член команды Максов. Может трансформироваться в машину.

Сэйю: Дайки Накамура
- Бур Макс (яп. ドリルマックス Дориру Маккусу) — член команды Максов. Может трансформироваться в танк с буровой установкой.

Сэйю: Кодзо Сиоя
- Ультра Рейкер (яп. ウルトラレイカー Урутора Рэйка:) — супер-комбинация голубого и зелёного Рейкеров.

Сэйю: Масами Кикути
- Голубой Рэйкер (яп. ブルーレイカー Буру: Рэйка:) — старший брат в команде. Может трансформироваться в скоростной поезд 100 сети Синкасэн.

Сэйю: Масами Кикути
- Зелёный Рэйкер (яп. グリーンレイカー Гури:н Рэйка:) — младший брат в команде. Трансформируется в скоростной поезд 200 серии Синкасэн.

Сэйю: Такэси Кусао
- Динозавр-призрак (яп. ダイノガイスト Дайно Гайсуто) — гигантский робот, который может трансформироваться в робо-тираннозавра. В финальной серии он проиграл битву с Экскайзером и вместо того, чтобы быть уничтоженным врагом, покончил жизнь самоубийством, улетев на Солнце.

Сэйю: Сёдзо Иидзука